# Carretera del Ácido
La carretera del Ácido, o ruta del Ácido (H-35) es una arteria vial chilena ubicada en la provincia de Cachapoal, en la región de O'Higgins. Se inicia en el enlace Olivar de la autopista del Maipo y finaliza en Coya, donde se conecta con la carretera del Cobre. 
La ruta del Ácido bordea el río Cachapoal, y en su trayecto se encuentran las termas de Cauquenes, importante centro termal de la zona.
Esta carretera lleva ese nombre debido al tránsito de camiones cisterna con ácido sulfúrico, producido por la mina El Teniente de Codelco, que circulan por la vía con destino a la estación Los Lirios, donde se transporta vía ferrocarril al puerto de San Antonio.

## Lugares de interés
Por esta carretera se puede acceder a diversos lugares de interés:
- Reserva nacional Río de Los Cipreses
- Termas de Cauquenes
- Coya

## Proyección
- Extremo este:
  - Acceso a Coya
  - Carretera del Cobre
- Extremo oeste: 
  - Acceso a El Olivar (conocido popularmente como Camino largo)